# Brett McDermott
Brett McDermott (Cumbria, 21 de setembro de 1986) é um inglês lutador de MMA e ex-jogador profissional de rugby league, que representou a Irlanda, na Seleção Irlandesa de Rugby League, também atuando na Barrow Raiders, um clube de Cúmbria.

## Rugby league
McDermott competiu no rugby profissional por 15 temporadas, jogando para Barrow em 2009. Ele também representou a Irlanda, incluindo jogos contra a França em 2010.
Em 30 de março de 2011, McDermott anunciou sua aposentadoria no rugby league. Alguns dias depois, ele admitiu que tinha se aposentado depois de ser acusado pelo RFL por falhar em um teste antidoping. Em junho de 2011, o RFL confirmou que McDermott foi suspenso por dois anos após o teste positivo para drostanolone e 19-norandrosterona.

## Carreira no MMA
Depois de se aposentar no rugby league, McDermott se tornou um lutador de MMA. Em 2013, ele fez sua estreia profissional, lutando contra Thomas Denham, no BAMMA 12, mas perdeu por finalização.
McDermott lutou no Torneio de Pesados do Rizin Fighting Federation, em 29 de dezembro de 2015, perdendo nas quartas de final para o ex-Campeão Meio Pesado do Strikeforce, Muhammed Lawal, por nocaute. 

## Campeonatos e realizações
Rugby league
Whitehaven RLFC
- National League 1
  - Campeão - 2005

Barrow Raiders
- Division Two Championship
  - Campeão – 2009
  - Vice-campeão – 2009

## Cartel no MMA
| Cartel no MMA   |            |            |
| 12 lutas        | 7 vitórias | 5 derrotas |
| Por nocaute     | 6          | 2          |
| Por finalização | 0          | 2          |
| Por decisão     | 1          | 1          |
| No contest      | 0          | 0          |

| Res.    | Cartel | Oponente        | Método                               | Evento                                      | Data       | Round | Tempo | Local               | Notas                                          |
| ------- | ------ | --------------- | ------------------------------------ | ------------------------------------------- | ---------- | ----- | ----- | ------------------- | ---------------------------------------------- |
| Derrota | 7-5    | Liam McGeary    | Nocaute Técnico (interrupção médica) | Bellator 173                                | 24/02/2017 | 2     | 1:06  | Belfast             |                                                |
| Vitória | 7-4    | Dan Konecke     | Nocaute Técnico (socos)              | Full Contact Contender 17                   | 24/09/2016 | 2     | 2:50  | Manchester          |                                                |
| Derrota | 6-4    | Kenneth Bergh   | Finalização (guilhotina)             | Clash of the Titans 16                      | 09/07/2016 | 1     | 1:02  | Cumbria             |                                                |
| Vitória | 6-3    | Jamie Sloane    | Nocaute (soco)                       | BAMMA 25                                    | 14/05/2016 | 1     | 3:58  | Birmingham          |                                                |
| Derrota | 5–3    | Muhammed Lawal  | Nocaute (socos)                      | Rizin Fighting Federation 1                 | 29/12/2015 | 1     | 9:20  | Saitama             | Quartas de final do GP de Pesados do Rizin FF. |
| Vitória | 5–2    | Pelu Adetola    | Nocaute Técnico (socos)              | BAMMA 23                                    | 14/11/2015 | 1     | 1:57  | Birmingham          |                                                |
| Derrota | 4–2    | Marcin Lazarz   | Decisão (unânime)                    | BAMMA 20                                    | 25/04/2015 | 3     | 5:00  | Birmingham          | Pelo Cinturão Peso Meio Pesado do BAMMA.       |
| Vitória | 4–1    | Oli Thompson    | Nocaute (socos)                      | BAMMA 17                                    | 06/12/2014 | 1     | 1:43  | Manchester          |                                                |
| Vitória | 3–1    | Paul Bennett    | Nocaute (soco)                       | Stoke Fight Factory: Rage in the Cage 4     | 26/04/2014 | 1     | 1:09  | Stoke-on-Trent      |                                                |
| Vitória | 2–1    | Shaun Lomas     | Decisão (unânime)                    | Stoke Fight Factory: Rage in the Cage 3     | 30/11/2013 | 3     | 5:00  | Stoke-on-Trent      |                                                |
| Vitória | 1–1    | Jason Tyldesley | Nocaute Técnico (socos)              | AMFC 2: Alpha Male Fighting Championships 2 | 06/07/2013 | 1     | 1:20  | Scarborough         |                                                |
| Derrota | 0–1    | Thomas Denham   | Finalização (mata-leão)              | BAMMA 12                                    | 09/03/2013 | 2     | 3:58  | Newcastle upon Tyne |                                                |